# Resolución 217 del Consejo de Seguridad de las Naciones Unidas
La Resolución 217 del Consejo de Seguridad de las Naciones Unidas, adoptada por unanimidad el 20 de noviembre de 1965, determinó que la situación resultante de la Declaración Unilateral de Independencia era de extrema gravedad y que el Gobierno del Reino Unido debía poner fin a la misma por constituir una amenaza para la paz y la seguridad internacionales. El Consejo también instó a las naciones a no reconocer lo que consideró "esta autoridad ilegal" ni a mantener relaciones diplomáticas con ella. También pidió a todos los estados que se abstuvieran de mantener relaciones económicas con Rodesia.
La resolución fue adoptada por diez votos contra uno; Francia se abstuvo.
La interceptación del MV Joanna V fue una acción de la Patrulla Beira de la Marina británica llevada a cabo de conformidad con esta resolución el 4 de abril. Sin embargo, esta acción resultó ineficaz y el 9 de abril se adoptó la Resolución 221 del Consejo de Seguridad de las Naciones Unidas para otorgar más poderes a la Patrulla de Beira.